# Raorchestes kadalarensis
Raorchestes kadalarensis es una especie de anfibio anuro de la familia Rhacophoridae.

## Distribución geográfica
Esta especie es endémica de Kerala en la India. Se encuentra a unos 1393 m sobre el nivel del mar en el distrito de Idukki en Ghats occidentales.

## Descripción
El holotipo de Raorchestes kadalarensis mide 17 mm. Su parte posterior es de color marrón grisáceo con una marca en forma de reloj de arena en la cabeza. Sus flancos son cremosos con una mancha marrón en la región posterior de los antebrazos. Su superficie ventral es de color marrón claro con manchas marrones irregulares.

## Etimología
El nombre de la especie está compuesto de kadalar y del sufijo latino -ensis que significa "que vive, que habita", y se le dio en referencia al lugar de su descubrimiento, la plantación de té de Kadalar, en el distrito de Idukki.

## Publicación original
- Zachariah, Dinesh, Kunhikrishnan, Das, Raju, Radhakrishnan, Palot &, Kalesh, 2011: Nine new species of frogs of the genus Raorchestes (Amphibia: Anura: Rhacophoridae) from southern Western Ghats, India. Biosystematica, vol. 5, p. 25-48[4]